# النسيج الإجرائي

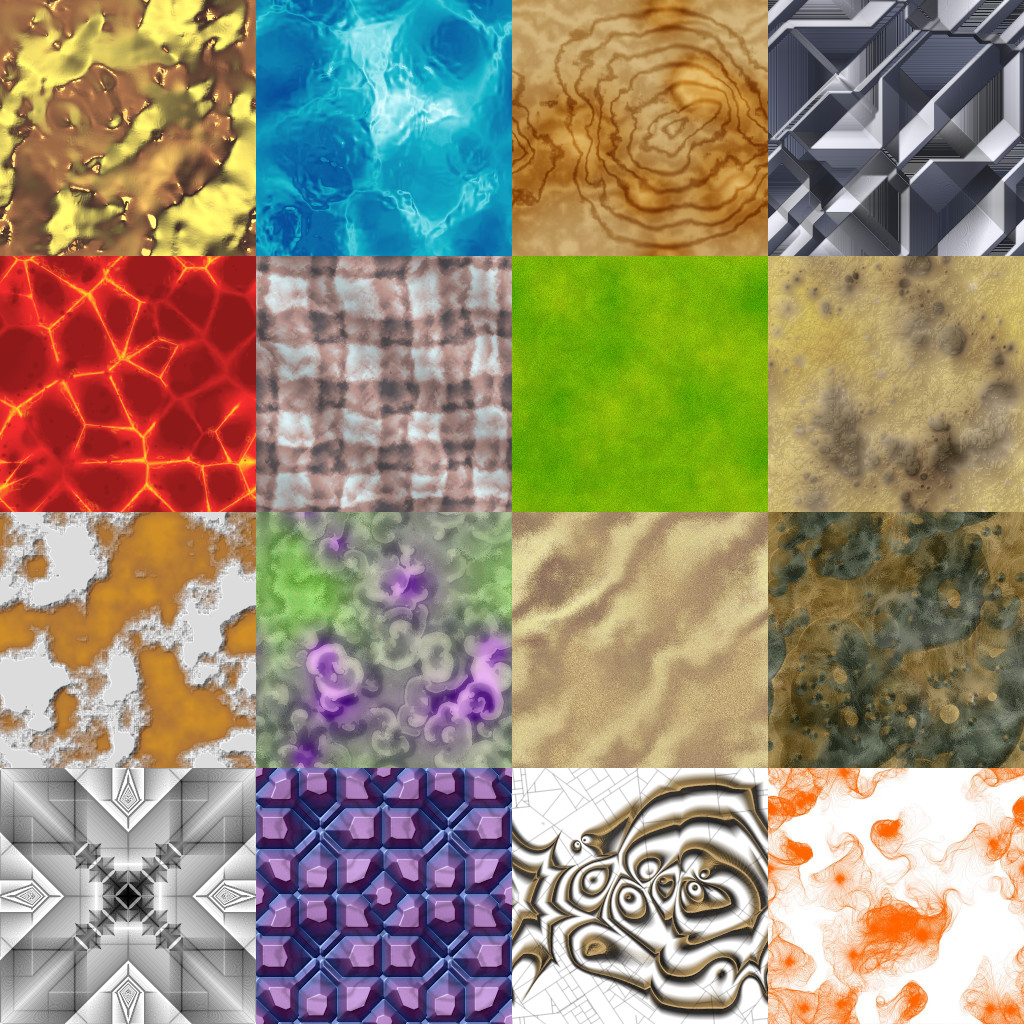
منسوج لبلاط متولد إجرا ئياً

النسيج الإجرائي أو الكِسوَة الإجرائية هي عملية تستخدم في الرسوميات الحاسوبية. النسيج الإجرائي نسيج أُنشِئ باستخدام وصف رياضي (أي خوارزمية) بدلاً من البيانات المخزنة مباشرةً. ويتميز هذا الأسلوب بانخفاض تكلفة التخزين ودقة النسيج غير المحدودة وسهولة الإكساء. غالبًا ما تستخدم هذه الأنواع من المنسوجات (الأنسجة) لنمذجة الأجسام السطحية أو الحجمية للعناصر الطبيعية مثل الخشب والرخام والجرانيت والمعادن والحجر وغيرها.
عادة يتحقق المظهر الطبيعي للنتيجة المُصْدَّرَةِ باستخدام وظائف كلاً من الضوضاء الفركتالية والاضطراب[بحاجة لتعريف]. تُستخدم هذه الوظائف كتمثيل عدديّ للعشوائية الموجودة في الطبيعة (التمثيل الحاسوبي لها).

## إكساء المواد الصلبة
إكساء المواد الصلبة عملية تُقَيَّم فيها وظيفة توليد النسيج في الأبعاد الثلاثة {\displaystyle \mathbb {R} ^{3}} [بحاجة لتعريف] عند كل نقطة سطح مرئية من النموذج، لذا فإن خصائص المواد الناتجة (مثل اللون أو اللمعان أو الناظم normal) تعتمد فقط على موضعها الثلاثي الأبعاد، وليس موضع سطحها ثنائي الأبعاد المحدد كما هو الحال في الإكساء ثنائي الأبعاد التقليدي. وبالتالي لا تتأثر الأنسجة الصلبة بتشوهات مساحة معلمة السطح (surface parameter space)، مثل التي قد تراها بالقرب من أقطاب الكرة. أيضًا، الاستمرارية بين معلمات السطح (surface parameter) للبقع المجاورة ليست مصدر قلق أيضًا. ستبقى الأنسجة الصلبة متسقة ولها ميزات ذات حجم ثابت بغض النظر عن التشوهات في أنظمة إحداثيات السطح. في البداية، استندت هذه الوظائف إلى مجموعة بسيطة من وظائف الضوضاء الإجرائية مثل ضوضاء Simplex أو ضوضاء Perlin. تتوفر حاليًا ترسانة كبيرة من التقنيات، بدءًا من نسيج منتظم منظم (مثل جدار من الطوب)، إلى مواد غير منتظمة منظمة (مثل الجدار الحجري)، إلى القوام العشوائي البحت.

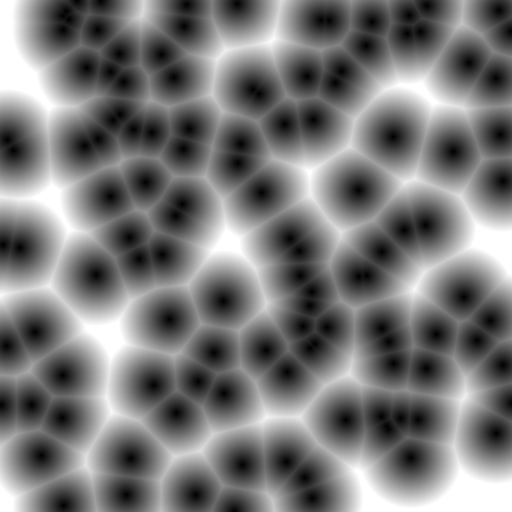
نسيج خلوي

## الإكساء الخلويّ
يختلف الإكساء الخلوي عن غالبية تقنيات توليد النسيج الإجرائي الأخرى لأنه لا يعتمد على وظائف الضوضاء كأساس لها، على الرغم من أنه غالبًا ما يستخدم لاستكمال التقنية. تعتمد الأنسجة الخلوية على نقاط الميزة المنتشرة في مساحة ثلاثية الأبعاد. تُستخدم هذه النقاط بعد ذلك لتقسيم المساحة إلى مناطق صغيرة مبلطة عشوائيًا تسمى الخلايا. غالبًا ما تبدو هذه الخلايا مثل «حراشف سحلية» أو «حصى» أو «أحجار شجر». على الرغم من أن هذه المناطق منفصلة، فإن وظيفة الأساس الخلوي نفسها مستمرة ويمكن تقييمها في أي مكان في الفضاء. ضوضاء ورلي هي نوع شائع من النسيج الخلوي.

## النسيج الجينيّ
توليد النسيج الجيني هو نهج تجريبيّ لتوليد أنسجة. هي عملية آلية يوجهها وسيط بشري. عادةً ما يحتوي سير العملية على حاسوب يقوم بإنشاء مجموعة من الأنسجة ليختار المستخدم منها مجموعة مختارة. يقوم الحاسوب بعد ذلك بتوليد مجموعة أخرى من الأنسجة عن طريق تغيير عناصر الأنسجة التي حددها المستخدم. لمزيد من المعلومات حول كيفية تحقيق هذه الطفرة وطريقة التوليد، انظر الخوارزمية الجينية. تستمر العملية حتى يتم إنشاء نسيج مناسب للمستخدم. نظرًا لصعوبة التحكم في النتيجة، تُستخدم هذه الطريقة عادةً فقط للقوام التجريبي أو المجرد.

## أنسجة النتظيم الذاتيّ[بحاجة لتعريف]
بدءًا من الضوضاء البيضاء البسيطة، يمكن أن تؤدي عمليات التنظيم الذاتي إلى أنماط منظمة مع الحفاظ على بعض العشوائية. أنظمة التفاعل والانتشار هي إحدى طرق توليد مثل هذه الأنسجة. يمكن إنشاء أنسجة واقعية عن طريق محاكاة التفاعلات الكيميائية المعقدة داخل الموائع. قد تُظهر هذه الأنظمة سلوكيات مشابهة للعمليات الحقيقية (التشكل) الموجودة في الطبيعة، مثل علامات الحيوانات (الأصداف والأسماك والقطط البرية...).

## اقرأ أيضا
- ضوضاء بيرلين
- المظلل النقطي Pixel shader
- التوليد الإجرائي Procedural generation
- التنظيم الذاتي
- ضوضاء بسيطة
- فنان نسج أو إكساء Texture Artist
- اصطناع أو توليف نسيج[8]
- بلندر Blender
- الإكساء أو النسج Texturing

### برامج لإنشاء الأنسجة باستخدام الإكساء الإجرائي (النسج الإجرائي)
- مصمم المواد
- مرشح تزوير
- TexRD (على أساس التفاعل-الانتشار: القوام التنظيم الذاتي)
- صانع المواد (بناءً على محرك Godot)

إلى جانب البرامج المتخصصة، تحتوي برامج أخرى مثل بلندر Blender وكوريل درو CorelDRAW على أنظمة فرعية للنسيج الإجرائي يمكن استخدامها لتكوين الأنسجة.

## ملحوظة
تم أخذ هذه المقالة في الأصل من خريطة طريق Photoshop مع إذن خطي